# Église Santa Maria delle Grazie al Calcinaio (Cortona)
L'église Santa Maria delle Grazie al Calcinaio (en français, « église Sainte-Marie des Grâces au chaufournier ») est une église catholique située à Calcinaio en contrebas de la ville de Cortone, en province d'Arezzo.

## Histoire
Selon les croyants catholiques, le dimanche de Pâques 1484, une image de la Vierge à l'Enfant, peinte sur le mur d'un baquet servant au tannage du cuir et appelé chaufournier pour la chaux vive utilisée à cet effet, commença à faire des miracles. Cette image vénérée comme sacrée est désormais visible sur le maître-autel, vraisemblablement positionné à l'emplacement de l'ancien tabernacle.
À la suite de l'augmentation de la dévotion des fidèles qui se traduisait également par des aumônes continues, l'art des bottiers, propriétaire du tannage, décida d'ériger un "temple sacré", dans un lieu qui posait des difficultés de construction peu communes, en raison à la fois de la position escarpée de la terre qu'en présence d'un ruisseau. Ces problèmes et d'autres furent résolus par Francesco di Giorgio Martini, l'architecte choisi par Luca Signorelli sur mandat de l'Arte dei Calzolari.
Francesco di Giorgio Martini, l'un des plus grands architectes de la Renaissance, accepta la mission et rédigea le projet dès 1484, peu après avoir conçu l'église San Bernardino à Urbino. 
Les travaux commencèrent en 1485 et à la fin du premier quart du XVIe siècle, l'église avait atteint son aspect définitif, du moins à l'extérieur. En fait, c'est ainsi qu'il apparaît dans une fresque de Papacello dans le Palazzone Passerini à Cortone datant d'environ 1525, où le dôme conçu par l'architecte florentin Pietro di Domenico di Norbo et construit à partir du tambour entre 1509 et 1514 est également soulevé.
Les dernières interventions se sont déroulées plus lentement, à tel point que le portail principal n'a été achevé qu'en 1543, d'après un dessin de Bernardino Covatti, et l'exécution du sol remonte à 1549 (l'actuel est le résultat d'une rénovation récente).
L'église fut confiée aux soins des Scopetini en 1487, à qui elle fut retirée en 165] pour l'agréger au Séminaire épiscopal, rouvert précisément dans les locaux du couvent supprimé qui jouxtait l'église. Lorsque le Séminaire fut fermé en 1674, après une période d'abandon, il fut restauré et réaménagé par les Piaristes qui le rouvrirent au culte en 1730. Lorsque les Piaristes s'installèrent dans la ville en 1777, le complexe fut restitué au Séminaire. La charge étant trop lourde pour les finances de l’institut, en 1786, le titre de paroisse de San Biagio in Salcotto fut transféré à l'Église.

## Description

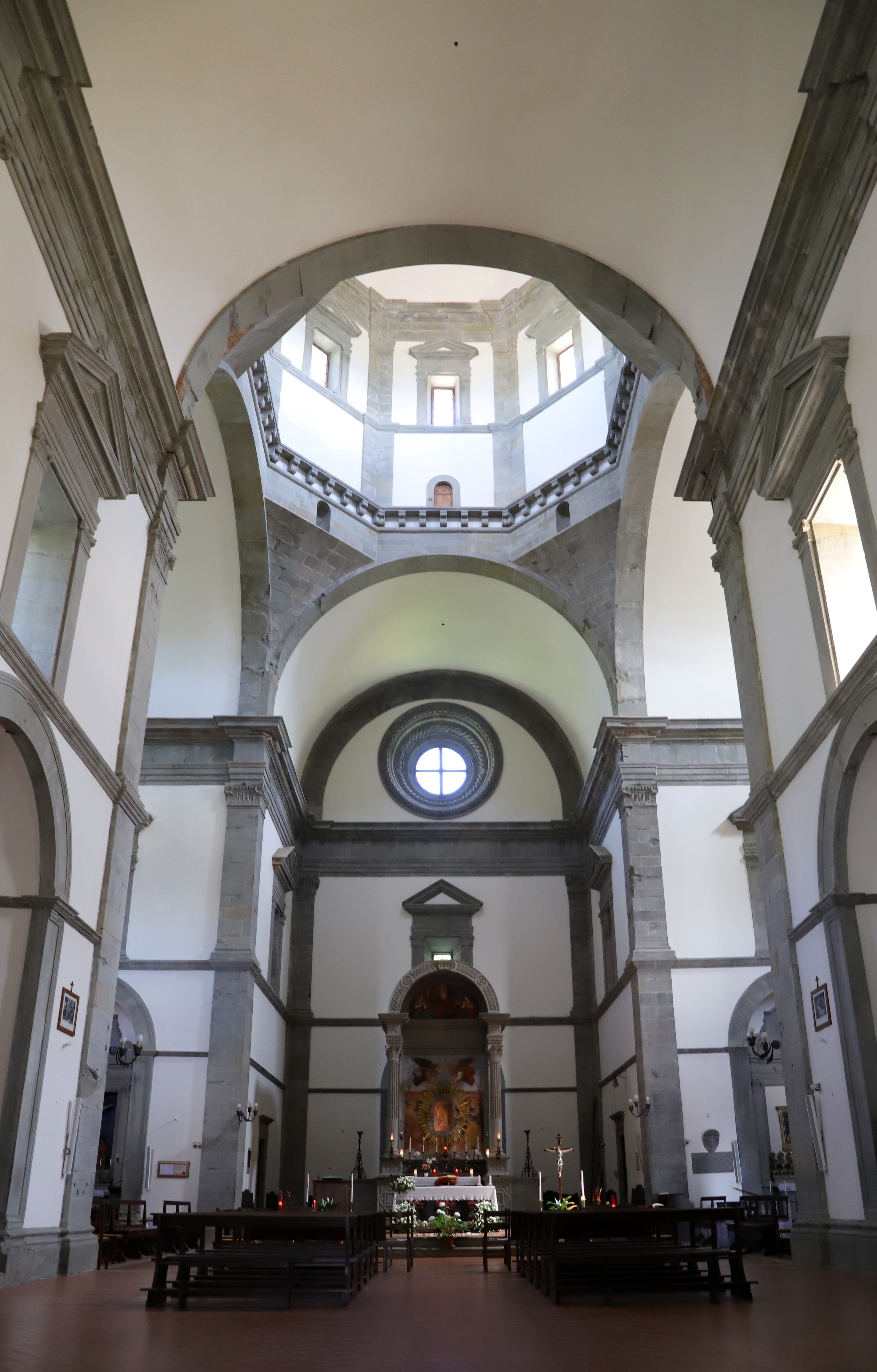
L'intérieur.

La structure de la froide église se compose d'une nef flanquée de deux chapelles latérales, d'un transept et d'un dôme à l'intersection des bras égaux du presbytère. 
Francesco di Giorgio Martini l'a conçue en appliquant rigoureusement les principes architecturaux de proportion et de perspective de son traité d’architecture et des canons de la Renaissance. 
Des échos albertiens résonnent dans les espaces, par un projet qui n'est pas à l'abri d'assonances brunelleschienne. 
Mais les dessins de Francesco di Giorgio sont absolument originaux, au point même de représenter l'un des plus hauts niveaux de la synthèse des espaces architecturaux de la Renaissance.
Les extérieurs, bien qu'endommagés par l'érosion spectaculaire de la pierre, donnent au visiteur l'impression d'un bloc imposant, d’une masse impressionnante qui, avec ses décorations sobres, annonce la rationalité géométrique à venir. 
Les grandes surfaces sont divisées en lignes horizontales et verticales par des moulures et des piliers et sont égayées par des fenêtres à pignons.

### Intérieur

#### Peintures

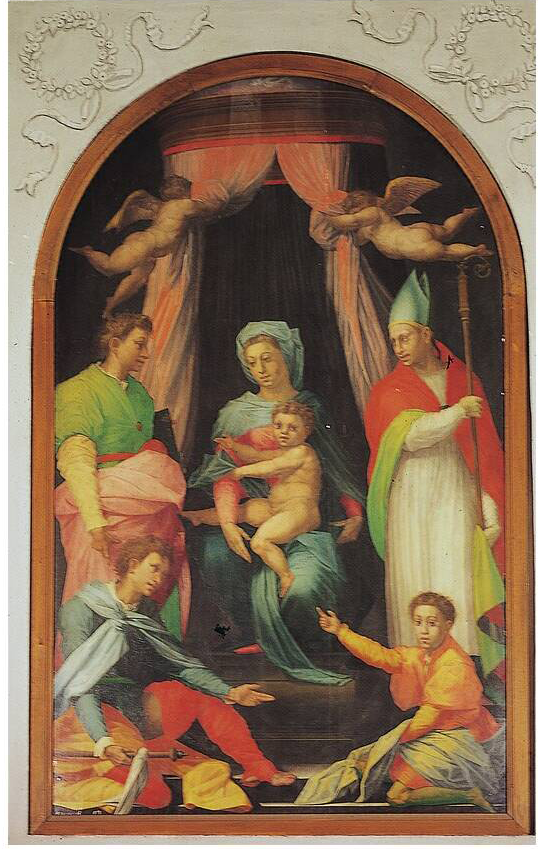
Retable de Jacone représentant la Vierge à l'Enfant intronisée avec Saint Jean l'Évangéliste, Saint Thomas de Cantorbéry, Saint Roch et Saint Jean Baptiste.

Toutes les peintures retrouvées dans les chapelles sont inspirées par l'iconographie traditionnelle mariale, de l'Assomption, de   l'Annonciation, de l'Immaculée Conception et de portraits de Madone parmi les saints. 
Sur le troisième autel à gauche - en pietra serena, comme les autres autels du XIXe siècle, plutôt qu'en bois d'origine - se trouve un retable du florentin Jacone, datable entre 1528 et 1530 : 
L'œuvre représente la Madone intronisée avec Enfant parmi  saint Jean l'Évangéliste, saint Thomas de Cantorbéry, saint Roch et saint Jean-Baptiste.
Un retable plus petit, attribué à Alessandro Allori, se trouve également dans la chapelle à gauche du maître-autel

#### Vitraux
Un beau vitrail de Guillaume de Marcillat (1516) orne l'oculus de la'envers de la façade. L'iconographie est basée sur la Madone delle Grazie qui rassemble de nombreux fidèles sous son manteau, parmi lesquels on peut probablement identifier le pape Léon X, l'empereur Maximilien Ier et l'évêque de Cortone Francesco Soderini. 

#### Armoiries
Le blason qui y figure est celui de la famille cortonaise Ridolfini, commanditaire de l'œuvre. On la retrouve parmi d'autres peintures de sujets mariaux et représente la Vierge à l'Enfant avec sainte Élisabeth et saint Jean enfant.